# Milan Živković
Milan Živković (Belgrad, 31 de març de 1948) és un director, guionista i actor de cinema serbi. És conegut com a director i guionista de les pel·lícules de comèdia Tesna Koža 2, Tesna Koža 4 i Tesna Koža 5 en col·laboració amb la productora Gama Entertainment Group.

## Filmografia
- 1987 - Tesna Koža 2
- 1988 - Drugi čovek
- 1991 - Crna Marija
- 1991 - Tesna Koža 4
- 1993 -  The Better Days Are Coming
- 1994 - Bice bolje
- 1994 -  Concealed Weapon
- 2014 - Tesna Koža 5